# Dwarf Fortress
Dwarf Fortress (celým názvem Slaves to Armok: God of Blood Chapter II: Dwarf Fortress) je freewareová fantasy hra od dvou vývojářů, Tarna Adamse a Zacha Adamse. Její vývoj začal roku 2002, přičemž kontinuálně se na hře pracuje od roku 2006. Práce na hře pokračují až dodnes. Dwarf Fortress je graficky zpracován pomocí ASCII znaků a obsahuje komplexní fyzikální engine. Svět ve hře je celý generován počítačem a každý takovýto svět obsahuje jedinečné historické události, postavy a terén. Ve hře se vyskytují dva herní módy. Ve fortress mode převezme hráč kontrolu nad skupinou trpaslíků a postupně se snaží postavit mocnou a bohatou pevnost. Během hraní se musí hráč vypořádat s nástrahami okolí, nájezdníky, obléháním nebo třeba i s upíry. Druhým herním módem je adventurer mode, ve kterém se hráč stane dobrodruhem, za kterého cestuje po světě a bojuje s rozličnými příšerami.
Hra získala oblibu díky velké komplexnosti a drží si malou, ale stálou skupinu fanoušků. Na druhou stranu kritici poukazují na extrémní obtížnost se hru naučit a nemožnost hru jakkoli vyhrát. Každá pevnost, jedno jak úspěšná, je předurčena k zániku, na což poukazuje i motto hry „Losing is fun.“ V prosinci 2022 vyšla na Steamu placená verze hry.

## Hra

### Generování světa
Každá hra začíná generováním světa. Samotný svět je náhodný, ale hráč je schopen ho velmi ovlivnit. Nastavuje totiž velikost mapy, počet zvěře, četnost minerálů nebo výskyt nepřátel. Generátor mapy nejdříve vytvoří nadmořskou výšku mapy, poté podnebí, četnost srážek a vlhkost vzduchu. Dále nastavuje velikost vegetace a salinitu. Každá část mapy je na základě kombinace těchto hodnot rozdělena do biomů. Každá část země je také rozdělena a ohodnocena na zlou, neutrální nebo hodnou podle výskytu nepřátel (v orig. evil, neutral, good) a také na vlídnou, divokou nebo krutou podle počtu nebezpečných zířat (v orig. benign, wild, savage). Dále jsou vytvořeny řeky, které tečou z vrchů do nížin, a také se vygenerují zvířata, rostliny a lesy.
V tomto bodě končí generování terénu a začíná tvorba dějin. Simuluje se život humanoidních bytostí, jak se reprodukují, vedou války a kolonizují svět. S kolonizací jde ruku v ruce tvorba silnic a měst a svět se stává více pohostinný. Běh dějin se zastaví na hodnotě nastavené hráčem, mapa se uloží a připraví se ke hraní. Jakékoli pevnosti které budou hráčem nadále ve hře postaveny, na světě zůstávají a jsou k dispozici při dalším hraní pro zpětnou kolonizaci nebo návštěvu dobrodruha.

### Fortress mode

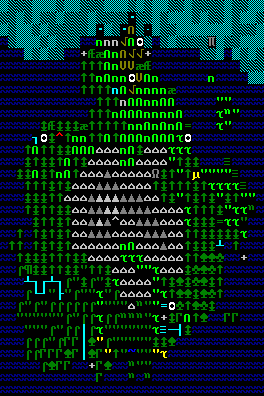
Příklad mapy vygenerovaného světa v ASCII grafice

Primárním módem hry je Fortress mode, ve kterém hráč přebírá kontrolu nad sedmi trpaslíky, se kterými se pokusí vystavět mocnou a prosperující pevnost. U trpaslíků si nejdříve navolí schopnosti a zásoby, které si do nové pevnosti vezmou s sebou. Zásoby normálně obsahují semena plodin pro farmaření, sekery pro dřevorubce, krumpáče pro horníky, batohy a medicínské vybavení, barely jídla a alkoholu a kovadlinu. Místní prostředí silně ovlivňuje úspěch pevnosti. Pokud si hráč vybere nebezpečný region, bude se muset vypořádat se silnějšími a velmi agresivními nemrtvými, kteří budou pevnost napadat od samého začátku. Přírodní bohatství, jako je dřevo, nerosty a rudy jsou velmi důležité pro chod pevnosti a jejich nedostatek způsobí její pomalý rozvoj.
Nejdůležitějšími budovami ve hře Dwarf Fortress jsou dílny (v orig. workshop), ve kterých trpaslíci plní úkoly, které jim hráč zadá. Například v tesařství trpaslíci vytváří dřevěný nábytek, v klenotnictví vybrušují drahokamy do mnohých tvarů a následně jimi zdobí předměty nebo ve slévárně přeměňují rudy na kovy. Trpaslíci jsou přidělováni do práce na základě jejich povolání a čím více zkušeností v daném oboru mají, tím rychlejší a kvalitnější jejich práce bude. Trpaslíci samotní mají své vlastní osobnosti, fyzické a psychické vlastnosti, charakterové rysy a oblíbené či neoblíbené věci a činnosti. Všechny tyto vlastnosti ovlivňují jejich produktivitu a činnosti. Navíc příležitostně mohou upadnout do tzv. podivné nálady (v orig. strange mood). Když se toto stane, zaberou si workshop a začnou požadovat různé suroviny. Pokud tyto suroviny získají, vytvoří výrobek dokonalé kvality a nesmírné hodnoty (legendary artifact). Na druhou stranu, jestliže potřebné suroviny nezískají, začnou být šílení a mohou se pokusit o sebevraždu nebo dokonce se stát agresivními a napadnout ostatní trpaslíky.
Důležitou součástí hry jsou obchodní karavany, většinou jedna za každou civilizovanou rasu, se kterou je hráč v míru (typicky trpaslíci, elfové a lidé), které jednou do roka přijíždí do pevnosti, aby mohly vyměnit zboží. Tito obchodníci jsou důležití pro rozvoj pevnosti, jelikož přivážejí i zboží a suroviny, ke kterým jinak hráč nemá přístup. Protože tyto karavany občas přijedou při nepřátelském útoku, je třeba při jejich příjezdu zvýšit vojenskou ostražitost. Pokud by při návštěvě pevnosti bylo zničeno příliš mnoho karavan, jejich civilizace vyhlásí pevnosti válku a začne posílat své vojáky, aby srovnali pevnost se zemí.
Jakmile jsou vyhloubeny základní skladiště, farmy, pokoje a jídelny, hráč začíná postupovat hlouběji a hlouběji pod zem, objevuje místní geologii a nalézá minerály a rudy, které jsou pro úspěšnou pevnost nezbytné. S tím, jak se populace pevnosti rozrůstá příchody migrantů a narozením dětí, hráč musí vyhloubit nové pokoje, místnosti, žaláře a jídelny. K tomu musí rozšířit počet potravinářských budov a zaúkolovat trpaslíky různými činnostmi, ať je to vytváření sukna, kování nových zbraní, výroba zlatých výrobků, obdělávání polí nebo stavěním opevnění.
S tím, jak se hra rozvíjí, hlavními úkoly se stává udržení trpaslíků naživu a udržení je šťastných. Gobliní obléhání začnou obtěžovat pevnost, jakmile tato dosáhne populace osmdesáti trpaslíků, a mohou zničit nepřipravené hráče. K tomu se začnou vyskytovat i tichá gobliní přepadení a je zde i šance na objevení megabeasts, velkých a velmi silných nestvůr. Všem těmto hrozbám se pevnost musí bránit buďto postavením pastí po celé pevnosti nebo vycvičením armády. Toho, aby byli trpaslíci šťastní, se dá dosáhnout tím, že jim je zařízeno dobré životní prostředí, dána domácí zvířata, poskytnuty kvalitní pokrmy a nápoje a vyzdobena pevnost pomocí fresek nebo soch.
Časem hráč narazí hluboko pod zemí na magma a v jejím okolí se nacházející adamantium, nesmírně silný, lehký a ostrý materiál, skvěle se hodící pro výrobu zbraní a brnění. Kopání příliš hluboko pod povrchem ale způsobí to, že se hráč prokope až do pekla, čímž vypustí hordu démonů, které velmi často ukončí život pevnosti. Protože hra nemá žádný definovaný konec, prokopání se do pekla a poražení démonů je komunitou bráno jako největší výzva hry.

#### Dílny
| Název                  | Zkratka | Rozměry | Překlad                  | Využívá             | Popis                                                                             | Povolání            |
| ---------------------- | ------- | ------- | ------------------------ | ------------------- | --------------------------------------------------------------------------------- | ------------------- |
| Bowyer's workshop      | bwb     | 3x3     | Dílna výrobce luků       | Dřevo, kosti        | V této dílně se vytvářejí luky a kuše ze dřeva nebo kostí                         | Bowyer              |
| Carpenter's workshop   | bwc     | 3x3     | Tesařství                | Dřevo               | V této dílně se vytváří nábytek a zbraně ze dřeva                                 | Carpenter           |
| Jewler's workshop      | bwj     | 3x3     | Klenotnictví             | Drahokamy           | V této dílně se vybrušují drahokamy a osazují se do jiných výrobků                | Jewler              |
| Mason's workshop       | bwm     | 3x3     | Kamenictví               | Veškeré kameny      | V této dílně se vytváří většina věcí z kamene                                     | Mason               |
| Butcher's workshop     | bwu     | 3x3     | Řeznictví                | Maso a tuk          | V této dílně se upravují veškeré masité výrobky                                   | Butcher             |
| Mechanic's workshop    | bwt     | 3x3     | Mechanikova dílna        | Kámen               | V této dílně se vytvářejí mechanismy                                              | Mechanic            |
| Farmer's workshop      | bw      | 3x3     | Farmářova dílna          | Plodiny, zvířata    | V této dílně se dojí zvířata, připravují sýry a zpracovávají plodiny              | Veškeré související |
| Fishery                | bwh     | 3x3     | Úpravna ryb              | Čerstvé ryby        | V této budově se zpracovávají ulovené ryby                                        | Fishery worker      |
| Craftsdwarf's workshop | bwr     | 3x3     | Řemeslnická dílna        | Dřevo, kámen, kosti | V této dílně se vyrábí výrobky na prodej a nebo nářadí                            | Craftsdwarf         |
| Siege workshop         | bws     | 5x5     | Dílna na obléhací zbraně | Dřevo               | V této dílně se vyrábějí součástky pro obléhací zbraně jako balista nebo katapult | Siege engineer      |
| Wood furnance          | bew     | 3x3     | Milíř                    | Dřevo               | V této peci se ze dřeva vytváří uhlí nebo popel                                   | Wood burning        |
| Tanner's workshop      | bwn     | 3x3     | Koželužna                | Kožešina            | V této dílně se zpracovává kůže                                                   | Tanner              |
| Loom                   | bwo     | 3x3     | Tkalcovský stav          | Vlákna              | V této dílně se z vláken vytváří látka                                            | Weaver              |
| Still                  | bwl     | 3x3     | Palírna                  | Rostliny            | V této dílně se vytváří alkohol                                                   | Brewer              |
| Ashery                 | bwy     | 3x3     | Výrobce popela           | Popel               | V této dílně se z popela vytváří potaš nebo louh                                  | Lye/Potash maker    |
| Kitchen                | bwz     | 3x3     | Kuchyně                  | Jídlo               | V této budově se připravuje a vaří jídlo                                          | Cook                |
| Screw press            | bwp     | 1x1     | Lis                      | Včelí plástve       | V tomto objektu se z pláství vytváří med a vosk                                   | Presser             |
| Smelter                | bes     | 3x3     | Tavicí pec               | Palivo +Ruda        | V této peci se taví rudy na kov                                                   | Furnace operator    |
| Quern                  | bwq     | 1x1     | Mlýnek                   | Rostliny            | V tomto objektu se z rostlin vytváří mouka, barviva a cukr                        | Miller              |
| Millstone              | bwS     | 1x1     | Mlýnský kámen            | Energii + Rostliny  | V tomto objektu se vytváří z rostlin mouka, barviva a cukr                        | Miller              |
| Leather works          | bwe     | 3x3     | Koželužna                | Vydělané kůže       | V této budově se z kůže tvoří výrobky                                             | Leatherworker       |
| Dyer's shop            | bwd     | 3x3     | Barvířství               | Barva + látka       | V této dílně se obarvují tkaniny                                                  | Dyer                |
| Clothier's shop        | bwc     | 3x3     | Tkalcovna                | Látka               | V této dílně se vytvářejí výrobky z látky                                         | Clothier            |
| Metalsmith's forge     | bef     | 3x3     | Kovárna                  | Palivo + Kov        | V této dílně se vytváří kovové výrobky                                            | Metalsmith          |
| Soap maker's workshop  | bwS     | 3x3     | Výrobce mýdla            | Louh, lůj           | V této dílně se vytváří mýdlo                                                     | Soap maker          |

### Adventurer mode
Adventurer mode je druhý nekonečný herní mód, který je udělaný stylem hry Rogue. V této části hry se hráč stane dobrodruhem. Na začátku hraní si hráč vybere jeho rasu a civilizaci, určí mu schopnosti a také své postavě přidělí základní zbraně a brnění. Dobrodruzi mají rychle možnost setkat se s jinými inteligentními tvory a někteří z nich se budou ochotni přidat se k němu do skupiny. Diskusemi s místními se hráč dozvídá o lokální a i regionální situaci a také získává od obyvatel úkoly.
Jak postava postupuje hrou, získává lepší a lepší vybavení, buďto obíráním padlých nepřátel, anebo nákupem u obchodníků. Dobrodruh ze svých výprav získává také slávu. Čím více slávy dobrodruh získal, tím lepší společníci se k němu budou chtít přidat a tím důležitější a nebezpečnější úkoly získává. Ve hře není nastaven žádný konec, nicméně hráč se může kdykoli rozhodnout poslat svého dobrodruha do výslužby, čímž se uloží jeho skutky a připraví svět na další hraní. Vysloužilí dobrodruzi mohou být v jiné hře znovu objeveni a dají se najmout jako společníci. Trpasličí dobrodruzi ve výslužbě mohou dokonce přijít do hráčovy pevnosti jako noví kolonisté.

### Legends mode
Legends mode je třetím módem hry. Více než hra je to ale archiv historických událostí celého světa. Tento mód umožňuje hráči studovat historické události, narození nebo důležitá úmrtí a činy významných postav. Vše je srovnáno podle jednotlivých let. Mód vedle soupisu událostí obsahuje i herní mapu, na které je možné sledovat vývoj civilizací a osad.

## Vývoj
Tarn Adams byl od malička veden svým otcem k programování, v interview pro New York Times uvedl: „Má první vzpomínka je na to, když mě můj táta v šesti letech učil využívat smyčku FOR v BASICu, aby něco běhalo na obrazovce.“ Tarn si vytvořil fungující vztah se svým starším bratrem Zachem a spolupracovali spolu na většině jejich projektů. Jejich spolupráce trvá dodnes.
Jedna z prvních prací byla textová hack and slash hra Dragslay psaná v jazyce BASIC. Tato hra byla adaptace hry Dungeons and Dragons a hráč v ní se musel probojovat přes několik nepřátel až k drakovi a poté opakovat tento proces, jak dlouho byl schopen. Na střední škole se Adams sám naučil programovací jazyk C a přidal do své původní hry podsvětí a gobliní kmeny, které mohl hráč „vylidňovat“. Dragslay zásadně ovlivnila Dwarf Fortress.
Léto před začátkem postgraduálního studia Adams začal pracovat na projektu nazvaném Slaves to Armok: God of Blood. Tento název vycházel z božstva v Dragslay, jehož jméno bylo vytvořeno podle proměnné "arm_ok", která počítala kolik má hráč stále končetin. Slaves to Armok: God of Blood byla 2D izometrická hra, ve které hráč bojoval s gobliny při prozkoumávání jeskyně. V roce 2000 bratři Adamsovi vytvořili Bay 12 Games a zpřístupnili své hry online. Finální verze této hry byla vydána v roce 2004.
Ve stejnou dobu si Tarn dal na chvíli pauzu a programoval vedlejší projekty, jeden z nich se jmenoval Mutant Miner. Obsahem této hry pro MS-DOS bylo to, že hráč doloval šachty, hledal rudy, bojoval s příšerami a nosil radioaktivní rudu „goo“ zpět na povrch, aby získal speciální schopnosti a další končetiny. Tarn byl nespokojen s pouze jedním horníkem a chtěl přidat další postavy do hry, jenže změny způsobily spoustu chyb ve hře.
Adams začal pracovat na Dwarf Frotress v roce 2002 a odhadoval, že mu projekt zabere dva měsíce, ale brzy zastavil vývoj, aby mohl prvně dokončit Armok. Vývoj Dwarf Fortress nepokračoval až do roku 2004. I přes své soukromé projekty pokračoval Tarn ve studiu matematiky na Stanfordově univerzitě a v roce 2005 získal doktorát.
Bratři Adamsové vytvořili okolo své hry fanouškovskou základnu asi o 300 lidech. Jako duchovní nástupce Armoku si z něj hra vypůjčila spoustu nápadů a byla pojmenována Slaves to Armok, God of Blood II: Dwarf Fortress. Hra využívala ASCII grafiku a roguelike tradici. Vývoj pokračoval až do roku 2006, kdy byla vydána první alpha verze hry, verze 0.21.93.19a. Již v této rané verzi byla obsažena většina základních částí hry včetně adventure mode, módu, který byl až do vydání utajován.
Hra využívá znaky rozšířené ASCII v 16 různých barvách, které jsou renderovány pomocí OpenGL. Díky tomu může být hra hrána přes celou obrazovku i na Windows Vista nebo Windows 7, na rozdíl od jiných her s rozhraním složeným pouze z textu.
V prosinci 2022 vyšla ve spolupráci s nezávislým studiem Kitfox Games na platformě Steam samostatná placená verze hry s přepracenovaným uživatelským rozhraním, novou 2D grafikou a průvodcem, což by mělo činit hru přístupnější širší veřejnosti.

## Komunita
Dwarf Fortress se stalo kultovní hrou se stabilní fanouškovskou základnou. Díky složitosti a hloubce hry, řadě bugů a 2D grafice si hra získala reputaci jako brutální hra, která se nedá nikdy plně zvládnout. Lepší grafika a nápověda jsou pro vývojáře dva cíle do budoucna, ale nejsou napsány ve vývojovém plánu. Díky tomu je v současném stádiu hrána především hráči typu DIY, kteří jsou schopni překonat herní nástrahy. Fanoušci hry vytvořili o hře stránku wiki, největší stránku s radami ke hře. V červnu 2012 vyšel ilustrovaný průvodce hrou s názvem Getting Started with Dwarf Fortress. Tento průvodce byl napsán Peterem Tysonem a vydalo jej O'Reilly Media.
Důvod k vydání hry v roce 2006 bylo to, že Tarn Adams očekával, že si bude muset najít práci a tím pádem nebude mít na vývoj hry čas. Jeho dosavadní příjmy byly kromě úspor dary přes PayPal, které ale sotva stačily na zaplacení dvaceti dolarů potřebných pro provoz jeho stránek. Překvapivě vydání hry přineslo ohromný příval dotací a bratři Adamsovi byli schopni pokračovat ve vývoji. Výdělky se měsíčně pohybovaly okolo několika tisíc dolarů. Největší výdělky hra získává s každým vydáním nové verze. Například po vydání verze 0.34.01 v únoru 2012 zisky činily 12 586,51 dolarů. Dárci získají buďto krátkou povídku nebo kresbu podepsanou oběma bratry.
Tarn Adams přiznal, že ho komunita svou nebojácností ze složitých úkolů překvapila. V interview pro HASTAC Adams prohlásil, že nejpůsobivější věcí, kterou viděl ve hře, byla turingovsky úplná kalkulačka poháněná trpaslíky.
Jelikož je hra velice komplexní, hráči z ní vytvářejí Let's play videa a tutoriály. Jediným problémem u těchto videí je složité sledování činností let's playera, protože se ve hře využívá pouze klávesnice a klávesové zkratky.

## Módy
Kód hry Dwarf Fortress je vytvořen tak, aby byl snadno upravitelný, díky tomu je vytvořeno několik velkých módů, které přidávají do hry nové rasy, předměty a postavy, a nespočet módů malých. Stejně jako obsah hry se dá upravovat vizuální stránka hry. Hráči, kterým nevyhovuje originální ASCII grafika, si mohou stáhnout několik módů, které ji nahradí obrázky. Mezi nejpopulárnější grafické balíky patří Phoebus' Graphics Pack, Ironhand and Wormslayer's Graphics Pack a Mayday's Graphic Set. Mimo klasické módy jsou k Dwarf Fortress vytvořeny externí prográmky pro usnadnění ovládání hry. Příkladem takového programu je například Dwarf Therapist umožňující snadné sledování stavu trpaslíků, jejich schopností a spokojenosti. Populárním balíkem umožňujícím snadné přenastavování hry a obsahujícím jak grafické balíky, tak i externí programy, je Lazy Newb Pack.